# Szymon Krawczyk
Pour les articles homonymes, voir Krawczyk.
Szymon Krawczyk (né le 8 août 1998 à Jarocin) est un coureur cycliste polonais.

## Biographie
Il met un terme à sa carrière cycliste à l'issue de la saison 2022. 

## Palmarès sur route

### Par année
- 2015
  -  Champion de Pologne sur route juniors
  - 3e de la Coupe du Président de la Ville de Grudziadz
- 2016
  -  Champion de Pologne sur route juniors
  - 2e de la Coupe du Président de la Ville de Grudziadz
- 2020
  -  Champion de Pologne sur route espoirs
  -  Champion de Pologne du contre-la-montre espoirs
  - 2e étape du Tour du Frioul-Vénétie Julienne
  - 3e du Tour de Roumanie

### Classements mondiaux
| Année                                 | 2018  | 2019 | 2020 | 2021 | 2022  |
| ------------------------------------- | ----- | ---- | ---- | ---- | ----- |
| Classement mondial                    | 2617e | nc   | 433e | nc   | 2475e |
| UCI Europe Tour                       | 1741e | nc   | 356e | nc   | 1513e |
|                                       |       |      |      |      |       |
| Légende : nc = non classéSource : UCI |       |      |      |      |       |

## Palmarès sur piste

### Championnats du monde
- Apeldoorn 2018
  - 10e de la poursuite par équipes[1]
- Pruszków 2019
  - 7e de la poursuite par équipes[2]

### Championnats du monde juniors
- Aigle 2016
  -  Champion du monde de la course aux points juniors

### Championnats d'Europe
| Édition / Épreuve          | Poursuite par équipes | Course aux points | Omnium | Élimination |
| Athènes 2015 (juniors)     | Bronze                | Argent            |        |             |
| Montichiari 2016 (juniors) | Argent                |                   | Or     |             |
| Anadia 2017 (espoirs)      | Bronze                |                   |        |             |
| Glasgow 2018               |                       |                   |        | Bronze      |

### Championnats nationaux
| - 2015 - Champion de Pologne de poursuite par équipes - 2017 - Champion de Pologne de course à l'élimination - 2e du championnat de Pologne de l'américaine - 2e du championnat de Pologne de course aux points - 3e du championnat de Pologne de poursuite individuelle - 3e du championnat de Pologne de l'omnium - 2018 - Champion de Pologne de poursuite individuelle - Champion de Pologne de l'américaine (avec Damian Sławek) - 2e du championnat de Pologne du scratch | - 2019 - 2e du championnat de Pologne du scratch - 2020 - Champion de Pologne du scratch - 2e du championnat de Pologne de poursuite individuelle - 2e du championnat de Pologne de poursuite par équipes - 3e du championnat de Pologne de l'américaine |  |